# Limonium ferganense
Limonium ferganense är en triftväxtart som beskrevs av Ikonn.-gal. Limonium ferganense ingår i släktet rispar, och familjen triftväxter. Inga underarter finns listade i Catalogue of Life.